# Ondřej Němec
Ondřej Němec (* 18. April 1984 in Třebíč, Tschechoslowakei) ist ein tschechischer Eishockeyspieler, der seit der Saison 2022/23 erneut beim VHK ROBE Vsetín aus der Chance Liga (ehemals 1. Liga) unter Vertrag steht.

## Karriere
Ondřej Němec begann seine Karriere als Eishockeyspieler in seiner Heimatstadt in der Nachwuchsabteilung des SK Horácká Slavia Třebíč. Diese verließ er 1999 im Alter von 15 Jahren und wechselte in die Jugendabteilung von Vsetínská hokejová, für dessen Profimannschaft er in der Saison 2001/02 sein Debüt in der Extraliga gab. In seinem Rookiejahr erzielte der Verteidiger 44 Spielen fünf Tore und gab drei Vorlagen Parallel spielte er wie in den folgenden vier Jahren auch für seinen Heimatclub Vsetínská hokejová in der zweitklassigen 1. Liga.
Im NHL Entry Draft 2002 wurde Němec in der zweiten Runde als insgesamt 35. Spieler von den Pittsburgh Penguins ausgewählt, für die er allerdings nie spielte. Einzig die Saison 2003/04 beendete er bei deren Farmteam, den Wilkes-Barre/Scranton Penguins in der American Hockey League. Zur Saison 2005/06 wechselte der Rechtsschütze zum HC Energie Karlovy Vary, mit dem er in der Saison 2008/09 erstmals Tschechischer Meister wurde. Mit seiner Mannschaft konnte er sich dabei beim HC Slavia Prag revanchieren, dem er im Vorjahr mit dem HC Energie noch im Playoff-Finale unterlag.
2010 wechselte Němec zu Sewerstal Tscherepowez in die Kontinentale Hockey Liga und absolvierte in den folgenden zwei Spieljahren insgesamt 108 KHL-Partien für das Team, in denen er 33 Scorerpunkte erzielte. Im Mai 2012 kehrte er nach Tschechien zurück und wurde vom HC Lev Prag für zwei Jahre verpflichtet. In der Saison 2013/14 erreichte er mit Lev Prag das KL-Play-off-Finale um den Gagarin-Pokal, in dem Lev dem HK Metallurg Magnitogorsk mit 3:4 unterlag. Němec trug zu diesem Erfolg insgesamt 29 Scorerpunkte in 73 Saisonpartien bei. Zudem gehörte er mit 10 Scorerpunkten zu den punktbesten Verteidigern der Play-offs.
Nach dem Rückzug des Klubs vor der Saison 2014/15 wechselte Němec ligaintern zu Atlant Moskowskaja Oblast. Aufgrund finanzieller Probleme von Atlant wurde Němec im Dezember 2014 zusammen mit Andreas Engqvist gegen eine finanzielle Entschädigung an den HK ZSKA Moskau abgegeben. Für den ZSKA absolvierte er 28 KHL-Partien, ehe er Ende Mai 2015 zu Sewerstal Tscherepowez zurückkehrte.
Nach der Saison 2015/16 entschloss sich Němec zu einer Rückkehr nach Tschechien, um näher an seiner Familie zu sein. Er unterschrieb einen Vertrag über mehrere Jahre beim HC Kometa Brno und gewann mit diesem 2017 und 2018 jeweils die tschechische Meisterschaft.
Am 28. Januar 2021 unterschrieb er beim HC Sparta Prag einen Vertrag bis Saisonende. Am 1. Mai 2021 wurde sein Wechsel zum Verein PSG Berani Zlín bekannt gegeben, bei dem er einen Vertrag bis zum Ende der Saison 2021/22 unterschrieb. In der Saison 2022/2023 spielt er für den VHK ROBE Vsetín in der zweitklassigen Chance-Liga.

### International
Für Tschechien nahm Němec im Juniorenbereich an der U18-Junioren-Weltmeisterschaft 2002 und der U20-Junioren-Weltmeisterschaft 2004 teil und gewann dabei die Bronzemedaille bei der U18-Weltmeisterschaft 2002. 
Seine ersten Einsätze im Herren-Nationalteam hatte er im Rahmen der Euro Hockey Tour 2008/09 und wurde anschließend für die Weltmeisterschaft 2009 nominiert. Bei der Weltmeisterschaft im folgenden Jahr gewann er mit dem tschechischen Nationalteam die Goldmedaille sowie 2011 und 2012 die Bronzemedaille.

## Erfolge und Auszeichnungen
- 2008 Tschechischer Vizemeister mit dem HC Energie Karlovy Vary
- 2009 Tschechischer Meister mit dem HC Energie Karlovy Vary
- 2013 KHL All-Star Game
- 2014 KHL-Verteidiger des Monats April
- 2014 Vizemeister der KHL mit dem HC Lev Prag
- 2017 Tschechischer Meister mit dem HC Kometa Brno
- 2018 Tschechischer Meister mit dem HC Kometa Brno

### International

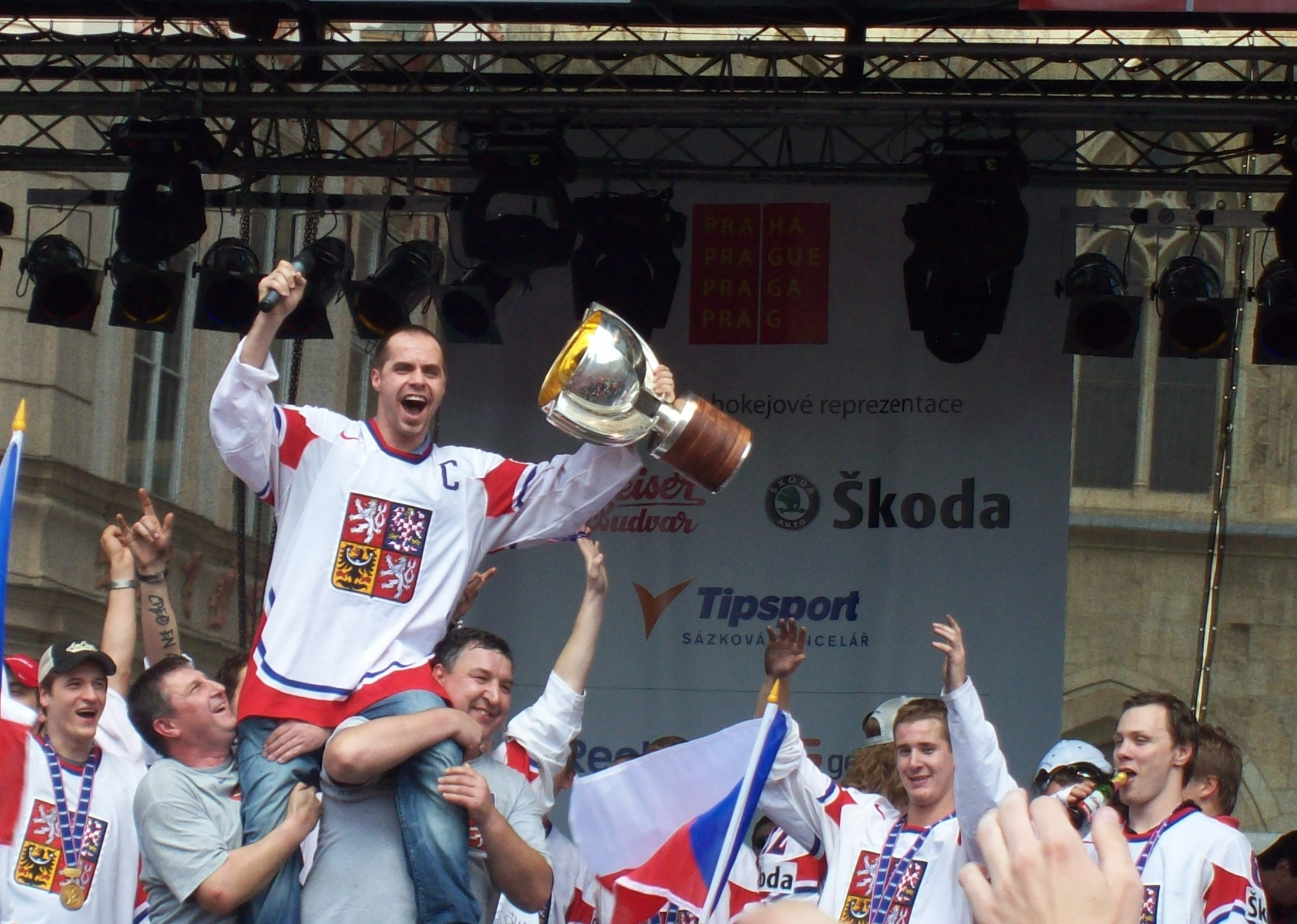
Ondřej Němec (ganz rechts) bei der Feier des Weltmeistertitels 2010

- 2002 Bronzemedaille bei der U18-Junioren-Weltmeisterschaft
- 2010 Goldmedaille bei der Weltmeisterschaft
- 2011 Bronzemedaille bei der Weltmeisterschaft
- 2012 Bronzemedaille bei der Weltmeisterschaft

## Karrierestatistik

### International
(Legende zur Spielerstatistik: Sp oder GP = absolvierte Spiele; T oder G = erzielte Tore; V oder A = erzielte Assists; Pkt oder Pts = erzielte Scorerpunkte; SM oder PIM = erhaltene Strafminuten; +/− = Plus/Minus-Bilanz; PP = erzielte Überzahltore; SH = erzielte Unterzahltore; GW = erzielte Siegtore; 1 Play-downs/Relegation; Kursiv: Statistik nicht vollständig)